# 高森町 (山口県)
高森町（たかもりちょう）は、山口県玖珂郡にあった町。現在の岩国市周東町の中心部にあたる。本項では町制前の名称である高森村（たかもりそん）についても述べる。

## 地理
- 山岳 ： 田尻山、枡形山、二井寺山、大黒山
- 河川 ： 島田川、中山川

## 歴史
- 1889年（明治22年）4月1日 - 町村制の施行により、上久原村・下久原村・田尻村・中山村・用田村・川上村の区域をもって高森村が発足。
- 1924年（大正13年）8月1日 - 高森村が町制施行して高森町となる。
- 1955年（昭和30年）4月1日 - 祖生村・米川村・川越村と合併して周東町が発足。同日高森町廃止。

## 交通

### 鉄道路線
- 日本国有鉄道
  - 岩徳線
    - 周防高森駅

現在は旧村域を山陽新幹線が通過するが、当時は未開業。

### 道路
- 国道2号

現在は旧町域を山陽自動車道が通過するが、当時は未開通。